# Belizský bariérový útes
Belizský bariérový útes je korálový útes, který se nachází při pobřeží státu Belize ve Střední Americe. Je téměř 300 km dlouhý, tvoří součást Mezoamerického korálového útesu - druhého největšího korálového útesu na světě. Je domovem stovek druhů živočichů. Pro svou unikátnost byla část útesu (celkem 7 rozdílných chráněných území o souhrnné ploše 963 km²) v roce 1996 přiřazena ke světovému dědictví.

## Galerie

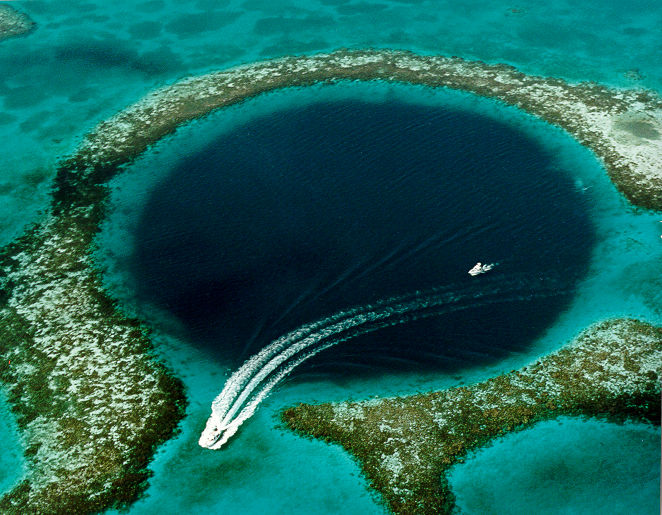
Great Blue Hole
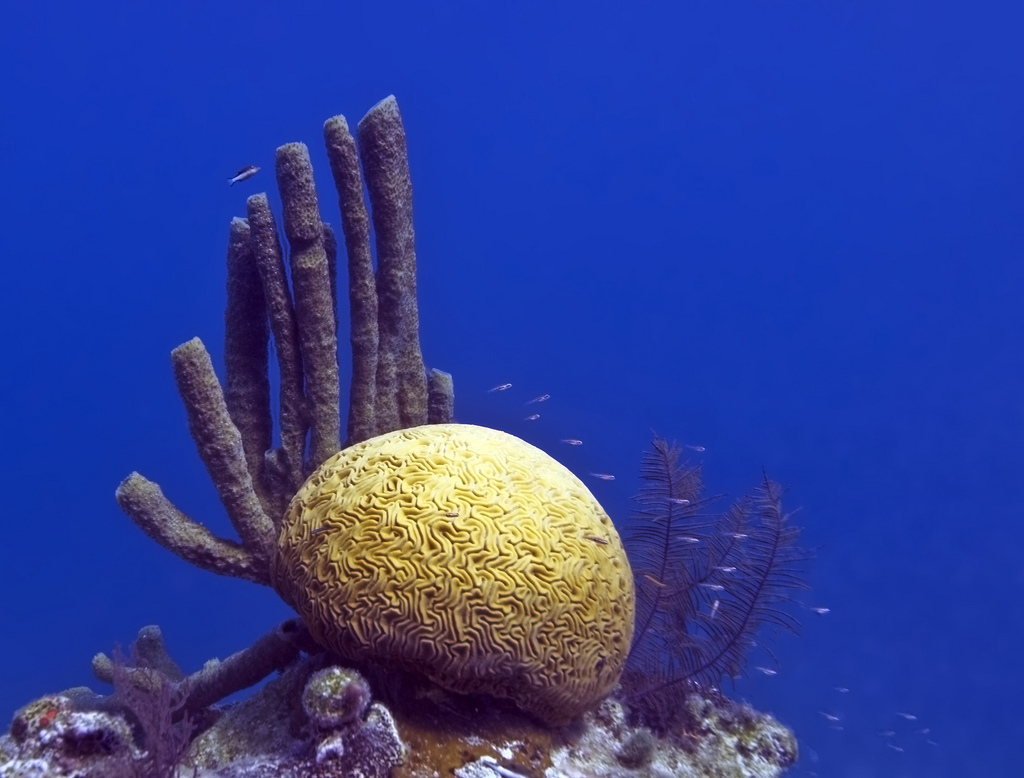
místní korály
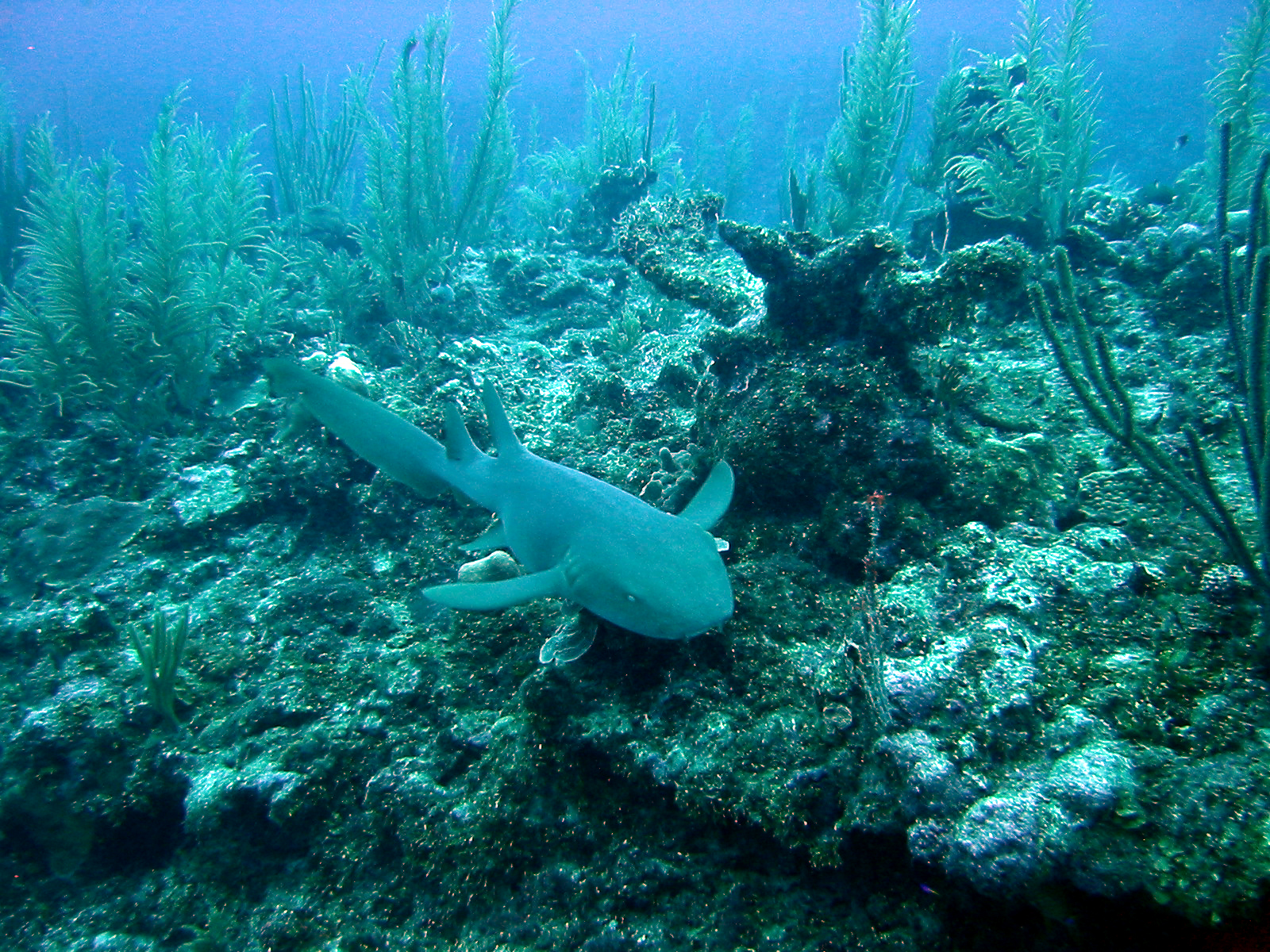
místní korály
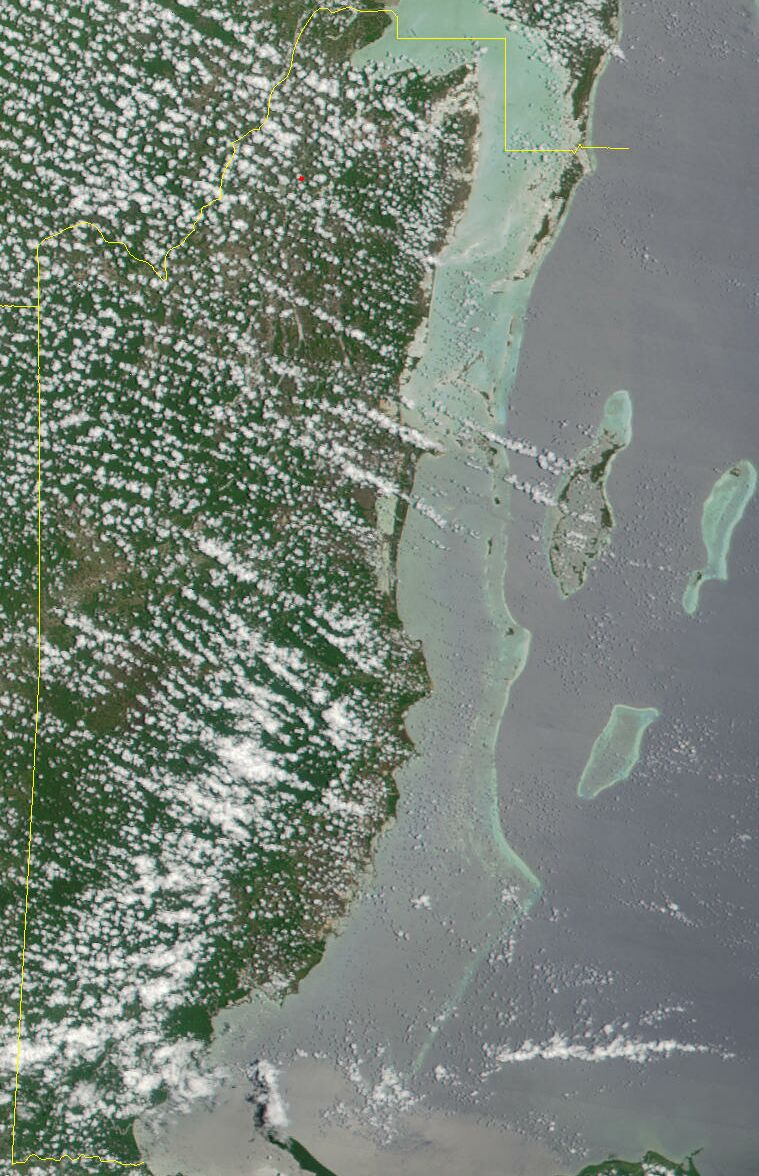
satelitní snímek Belize a jeho pobřeží